# Manchando (fotografía)
Manchando, en fotografía, es un proceso pictórico que altera la superficie fotográfica de una imagen (por ejemplo una imagen comercial impresa) con colores claros empleado de manera automática. El término "manchando", sugerido por Alejandro Puga, es una técnica que resume y actualiza la creada en la años '70 por Richard Genovese, en principio aplicada a sus fotografías Polaroid, y luego, hacia el año 2003 mediante el uso de programas digitales (Photoshop).
- Datos: Q2917057